# Trichosteleum montanum
Trichosteleum montanum är en bladmossart som beskrevs av Pierre Tixier 1970 [1971. Trichosteleum montanum ingår i släktet Trichosteleum och familjen Sematophyllaceae. Inga underarter finns listade i Catalogue of Life.